# 19XX -THE WAR AGAINST DESTINY-
『19XX -THE WAR AGAINST DESTINY-』（ナインティーンダブルエックス ザ ウォー アゲンスト デスティニー）は、1996年1月にカプコンが開発、発売したアーケードゲームで強制縦スクロールシューティングゲーム。同社ゲーム用システム基板CPシステムIIとQサウンドを用いている。
第二次世界大戦を舞台にした従来の「『1942』シリーズ」の続編にあたるが、世界設定は戦乱の続く世紀末へと変更され、また登場する兵器のほとんどもハイテク化した架空のものへと変更された。
ゲーム誌『ゲーメスト』（新声社）誌上で行われた「第10回ゲーメスト大賞」（1996年度）においてベストシューティング賞で3位、年間ヒットゲームで18位を獲得した。
2021年2月18日に配信が開始された『カプコンアーケードスタジアム』（Nintendo Switch版）に収録された（XBOX ONE版、steam版、PlayStation 4版は同年5月25日に配信）。

## システム
8方向レバーと2ボタン（ショット・ボム）で自機を操作する。
システムは従来のシリーズとは異なりスタンダードなシステムに変更され、難易度も若干低めに設定されている。

### マーカーミサイル
いわゆる溜め撃ち。ショットボタンを長押ししてから離すことで前方にマーカーを発射し、命中した敵を一定時間ロックオンする。ロックオン状態でショットボタンを連打すると、ロックオンした敵に向けて高威力のホーミングミサイルを発射する。機体によってホーミングミサイルの威力と発射する方向は異なる（後述）。ホーミングミサイルはロックオンした敵以外は全て貫通し、貫通した敵にもダメージを与えることが可能。また、マーカー自体も若干の攻撃力を持つため、耐久力の低いザコ敵などは貫通してしまいロックオンできないが、逆にその性質を利用してザコ敵の編隊を一掃したり、破壊可能な敵弾を相殺するといった使い方も可能。それらにより後述のヴァリアブルボムと相まって難易度の低下に拍車をかけている。
マーカー、マーカーミサイル共に弾数制限は無く、溜めに必要な時間も約0.5秒程度と非常に短い。使用することで自機の発射する弾数、攻撃範囲ともに増大するがデメリットは何もないので、必殺系の攻撃というよりはサブショット的な位置付けとなっており、ステージ内ではこれを常用して攻略していく形となる。
設定では、先端部の切断ピットを換装することによって、敵装甲への挿入タイミングを変更することが可能となっている。また、メーカーに対して生物兵器ではないかという疑惑がかけられているという。

### ヴァリアブルボム
本作のボムはボタンを押し続ける時間によって攻撃内容が変化する「ヴァリアブルボム」となっている。ボムボタンを押した瞬間、自機の周囲に衝撃波を展開し、画面全域のザコと敵弾を一掃。それと同時に画面下にボムのレベルゲージが出現する。ボムボタンを押し続けている間は時間に比例して徐々にゲージが溜まっていき、任意でボムボタンを離すか、最大（LEVEL 3）まで溜まることによりボムが炸裂する。発動準備時の衝撃波とボムの爆風により、事実上ボム1個で2度敵弾を相殺可能であるため、これがゲームの難易度を押し下げる要素となっている。
各レベル毎に性能は異なるが、基本的に溜める時間が長いほど使い勝手と破壊力が向上する。そのため特に対ボス戦では、緊急回避で使用した場合も慌ててボムボタンを放さず、できるだけLEVEL 3まで溜めることが望ましい。
LEVEL 1
画面下部から絨毯爆撃が展開される。瞬時に画面全域の敵弾とザコを一掃できるため、咄嗟の緊急回避に向いているが、威力は低い。
LEVEL 2
自機の目の前に巨大な爆風を放つ。発動時は一瞬画面が振動する。一点集中型の破壊力を重視した攻撃となり、LEVEL 1に比べて攻撃範囲は狭まるものの威力が大幅に強化される。一般的なシューティングゲームのボムと考えればよい。
LEVEL 3
画面全域にLEVEL 2の爆風を連続で炸裂させる。発動中は常に画面が振動し続ける。画面全域の敵に大ダメージを与え、全ての敵弾を相殺する。対ボス戦で非常に有効な攻撃である。
設定では「可変指向型投下爆弾」とされており、防塵や整流効果のために硬化テクタイト製の透過性装甲が施されている。

### 得点ボーナス
攻撃目標を撃墜してステージをクリアした際にはボーナス点が加算される。
攻撃目標を撃墜した際の所要時間によって6段階（S〜E）にランク付けされ、これに応じて手に入る得点が面クリア時のボーナスの基本点となる。また、ステージ道中に出現する敵の撃墜率に応じて1〜5段階の階級昇進が行われる。
階級は30段階であり、ステージ内で手に入れた勲章、所有しているボムの数にそれぞれ得点を掛けたものが基本点に加算され、これに階級のレベルを掛けたものが最終的なボーナスとしてスコアに加算される。また、エクステンド（1UP）はステージクリア時の階級の上昇によって行われる。
Sランク時の得点はAランクの5倍に及び、Sランクを獲得するには極めて素早い撃墜が求められる。各ステージとも撃墜率100%を狙うことを難しくする配置が敷かれており、ステージ随所に隠された勲章や、隠し条件を満たすことで勲章が多く出現するなど、得点稼ぎは奥深い。また、得点稼ぎをすることで難易度が向上するつくりになっており、初心者は強力なボムを多用することで比較的容易に先の面まで進め、上級者であればボムを極力使用せずに得点を稼ぐプレイを行えるなど、幅広いプレイヤーが楽しめるような高度な設計がされている。

### アイテム
パワーアップ
基本的に取得時の効果は装備中の武器の交換のみだが、装備中の武器と同じアイテムを連続で取得していくことで5,000点→10,000点→20,000点→40,000点→以降80,000点と得点が倍々に加算されていく（異なる武器の取得、またはミスによってカウントはリセットされる）ため、武器アイテムの取捨選択もゲーム性を向上させる重要な要素の1つとなっている。
各機体にはそれぞれ強化装備が設定されており、各機体に対応したパワーアップアイテムを連続で取得することで2段階までパワーアップする。武器アイテムには「武器変更のみに変化するもの」と、「武器変更とボムに変化するもの」の2種類が存在する。
いずれの機体も初期状態では2連装の前方ショットとなっている。なお、武器の名称はインストカードの表記に準じている。
4連射
初期ショットの2連装とも言える幅の広いショットを正面に発射する。高い連射力とある程度の攻撃範囲を持つ。
ライトニングの強化装備であり、ショットが3連装になる。
スーパーシェル
貫通力の高い縦長のショットを1発発射する。攻撃範囲が狭く、威力・連射力も低いが、縦に並んだザコ敵やボスのパーツには強い。
震電の強化装備であり、ショットが2連装になり攻撃範囲と威力が増加する。
3WAY
前方3方向へ扇状にミサイルを発射する。遠距離では広範囲への攻撃、近距離ではミサイルの複数ヒットによる高い火力が期待できる。
モスキートの強化装備であり、ミサイルが5連装になり、より広範囲への攻撃が可能になるが、連射力は低下する。
ボム
取得すると所持ボム数が1個追加される。最大5個までストック可能で、それ以降は得点が追加される。
その他
勲章
取得した時点で得点が加算される。得点の違いで300点・500点・1,000点の3種類が存在する。ステージ内に配置されていたり、特定の敵を撃破することで出現するほか、前述通り各ステージ内にはショットを撃ち込み続けることで勲章が連続的に出現するスポットが数箇所存在する。
モビちゃん
一部のステージで特定の条件を満たすことで出現する。取得すると画面全域にダメージを与え、ザコ敵を一掃する。
弥七
一部のステージで特定の条件を満たすことで出現する。取得すると残機が1機増える。

## ストーリー
19XX年、人類は泥沼の様相を呈した戦いの渦中にあった。世界各地に局地戦が勃発し、謎の敵との果てしない戦いが続く。敵の名は「アウターリミッツ」、繰り返す悲劇の裏に暗躍する兵器結社。そして彼らは、ついに世界を掌握するべく行動を開始し、地球規模の大破壊をもたらす終焉兵器（ドゥームズ・ディ・ウェポン）を開発中との情報を機に状況は最悪の段階へと移行した。事態を重く見た世界平和維持機構は2人の戦士を最前線へ送り出す。硝煙弾雨の中、撃墜された輸送機より飛び出した2人の駆る戦闘機は敵地へとパワーダイヴを移行。決死の反攻作戦が、今、開始される。

## プレイヤーキャラクター
1P：マーク・ラーラット
黒いライバル「F・ブラッカー」のパイロットの実弟であるが、本人はその事実を知らない。世界平和維持機構のエースパイロットでアウターリミッツにとって邪魔な存在となっている。
2P：ジョージ・ハミル
世界平和維持機構のパイロット、マークのライバルかつ親友。好きな色は青で、自分の戦闘機はみんなブルーカラーにしてしまう。このため1Pの機体は緑、2Pの機体は青となる。

## 自機
自機は性能の異なる以下の3種類の機体の中から1機を選択する。
P-38ライトニング
- 移動速度（SPEED）：6 / ショット攻撃力（POWER）：4 / マーカーミサイル攻撃力（HOMING）：7
- 強化装備（SPECIAL SHOT）：4連射

バランス重視の機体。3機の中で平均的な攻撃力・移動速度を有する。
マーカーミサイルは機体正面から前方へ向かう最もストレートな軌道で発射される。
震電
- 移動速度（SPEED）：9 / ショット攻撃力（POWER）：3 / マーカーミサイル攻撃力（HOMING）：5
- 強化装備（SPECIAL SHOT）：スーパーシェル

機動力重視の機体。3機の中で最も移動速度が速いが、ショット攻撃力は最も低い。
マーカーミサイルは機体下部から機体2機分ほど後方で折り返してから緩旋回する軌道で発射される。
モスキート
- 移動速度（SPEED）：4 / ショット攻撃力（POWER）：10 / マーカーミサイル攻撃力（HOMING）：3
- 強化装備（SPECIAL SHOT）：3WAY

攻撃力重視の機体。機動力重視の震電とは対照的に、3機の中で最もショット攻撃力が高いが、移動速度は最も遅い。
マーカーミサイルは機体両翼端から左右へ旋回する軌道で発射される。

## ステージ紹介
MISSION 7を除く各ステージ開始時にはデモが挿入され、ボスは攻撃目標と称される。括弧内は日本国外版の名称。
MISSION 1
場所は太平洋上、サモアおよびキリバスなどの諸島上空。
ストーリーで語られた通り、プレイヤー機を搭載した輸送機が後述の「F.ブラッカー」に急襲され、墜落する輸送機からプレイヤーが緊急発進する描写からステージが開始される。空中戦がメインで、道中で登場する敵はボス戦前を除いて航空機のみである。
攻撃目標：超爆撃機「亜也虎改」（AYAKO SPECIAL）
- DATA：全長57m　重量680t　乗員8名
- E.J.リッケンバウァー博士開発、ジョージ・シモムラ中尉操縦

超重爆撃機「亜也虎」をベースに「空挺母艦」として開発された巨人機。大出力エンジン「頂」6基で飛行する。
本機の原型となった爆撃機「亜也虎」は19シリーズに何回も登場するが、実在する機体ではない。愛称は「おばさん」。
木製布貼りのためか装甲面に問題点があり、他のボスと比較すると耐久力が低い。しかし中央火器管制室（20mm全方位機銃を装備）によって管制される格納式の連装12.7mm銃塔18基を機体各部に有する他、機首には「ファング」と呼ばれる連装37mm砲を装備しているなど、武装面は充実している。このほか、戦闘開始直前には高高度からパラシュート付き無人戦車を降下させ、戦闘中には従属機としてロケット戦闘機コメートを主翼下の格納庫から次々と射出する。
同型機が複数存在するようで、MISSION 3とMISSION 5のステージ道中では、本機に酷似した機影を持つ機体がパラシュート戦車を降下させる役割を担っている。またMISSION 5の工場内では、エンジンのうち4基をリフトエンジンとして配置したVTOL型と思しき青い未完成機が中ボスとして出現。後述するMISSION 7では、主翼を腕のように変形させるティルトウィング型の試作機が登場する。
特にMISSON7の亜也虎改は、第一形態では格納庫内の戦車やレーザービット、各部砲台からの熾烈な攻撃を仕掛けるが、変形後はエンジン部を関節として腕のように動かしながらレーザーの弾列を撃つだけでなく、マーカーミサイルをガードするビットを搭載しているため、1面の亜也虎改に比べて長期戦になりやすい。
MISSION 2
場所は紅海の海上。夕暮を背景に軍港を急襲する。軍港内には、旧日本海軍艦に酷似した複数の駆逐艦や重巡洋艦が展開している。
攻撃目標：超巨大戦艦「雷鳴」（RAIMEI）
- DATA：全長246m　重量60,000t　乗員200名

画面2個分にも及ぶほどの全長を持つ巨大戦艦。
艦型と主砲配置は大和型戦艦に酷似しており、同艦を基に開発されたことが示唆されている。大和型との外見上の相違点は高角砲や機銃の配置、電探の形状、艦首形状のみ。また、艦橋部にも主砲に匹敵する攻撃力を有する武装を装備しており、電探から弾幕を放ってプレイヤーを攻撃する。
なお、後述するアウターリミッツの副艦橋や主砲・副砲・対空砲のグラフィックは、本艦の物をそのまま流用している。
MISSION 3
場所は中央アフリカの密林地帯。滝壺では大型戦闘ヘリが待ち構えている。滝壺にそって降下した後、攻撃目標が潜む洞窟へ入っていく。
攻撃目標：軌道工兵「カルベルトワーゲン」（KARBERT ARMOR）
- DATA：全長32m　重量1160t　乗員9名

2基の主砲塔を備え履帯で走行する中央部、チェーンで繋がれレール上を走行する二両の牽引砲台、レールの敷設装置を兼ねた後部大型砲台の3つの部位から構成される、路線敷設用の巨大車両。
主砲塔が破壊されてもその下に存在するエレベーターから攻撃ヘリを発進させることが出来る他、中央部が破壊されても後部大型砲台部が残っていれば一定の攻撃が可能。
「軌道工兵」の名の通り本来は戦闘用ではなく、後部の鉄鋼ロールを圧延切断してレールを敷く工作列車である。MISSION 5のボスであるサンチョペドロの専属車として配備される予定だったが、既に旧式化しているという裏設定がある。
MISSION 4
場所はグリーンランド・アイスランド付近のデンマーク海峡近海。流氷がステージ一帯に漂流し、多数の潜水艦が活動している。また、このステージから赤いカラーリングのフライングパンケーキや、自律型武装付攻撃ミサイルが初登場する。
攻撃目標：要塞潜「グランツ」（GRANTZ）
- DATA：全長70m　重量3500t　乗員27名

この付近の海域における活動が確認されている大型の潜水戦艦。ディーゼル燃料を動力としているため、潜行可能時間は短い。
登場時の青く塗装された部分は移動偵察用であるせいか武装が少ないが、ある程度ダメージを与えることで艦自体がくるりと上下反転し、赤く塗装された艦底部の攻撃用兵装が稼働するというギミックを持っている。この時はエネルギーボールやサテライト、ミサイルが主な攻撃となる。
名称はウィスキーの銘柄に由来する。
MISSION 5
場所はフランスの要塞都市。城壁の中には広大な軍需工業地帯が広がる。
攻撃目標：戦略汽動車「サンチョペドロ」（SANCHO PEDRO）
- DATA：全長71m　重量3600t　乗員38名

新兵器の実験母体として開発された、超大型の装甲機関車。
本体だけで3路線を占有する巨体を持ち、様々な支援車両と合体することで、戦闘力を高めることができる。LEVEL 1「通常形態」、LEVEL 2「重武装形態」、LEVEL 3「超高機動光学兵器搭載形態」の3形態が存在する。
重武装形態ではカール自走臼砲に似た弾薬運搬車「ベルゲカール」を接続し、巨大ガトリング砲による猛烈な弾幕を展開してプレイヤーを攻撃する他、超高機動光学兵器搭載形態ではロケットモーター付車両を接続、最新鋭怪力線砲を展開してプレイヤーに襲い掛かる。
MISSION 6
場所は大西洋中央海溝上。1面を通して、「雷鳴」の数倍もある大きさを持つ超弩級戦艦を攻略していく。
攻撃目標：大艦巨砲「アウターリミッツ」（OUTER LIMITS）
- DATA：全長1,500m　重量120,000t　乗員82名

アウターリミッツの組織名を冠する、超弩級の双胴型航空戦艦。
前述のとおり船体自体が1つのステージになっており、攻撃目標は中央部の艦橋部分にあたる。
主砲や副砲は「雷鳴」と同型の砲を利用しており、合計12基の三連装主砲を搭載しているほか、副艦橋として「雷鳴」の艦上構造物をそのまま流用している。両舷には艦首へ突き出した巨大な飛行甲板を、艦後部には広大なヘリ甲板を持ち、特に右舷甲板上には複数の戦車や装甲列車を展開可能。
艦橋は水陸両用の強襲四足歩行型機動兵器となっており、ある程度なら艦上を歩行して移動が可能である。
また「終焉兵器」である2発の巨大弾道ミサイルも内蔵されており、後述のMISSION 7でそれらを発射する際には、艦内に配置された防衛システムが起動される。
最終防衛拠点故に攻撃は凄まじく、艦橋は腰部砲台を全て破壊しないとダメージが通らない。先に破壊された艦橋回りの腰部砲台基部の弾幕に加え、左右の三連装主砲2基（破壊しても一定ダメージで基部に隠された砲台が現れる）、大型の炸裂弾（上部から降ってくるが、炸裂しないフェイクも混ざっている）、高速でランダムに動く4基のレーザービットがプレイヤーに襲いかかる。
MISSION 7
このステージのみMISSION 6の続きとなっているため、ステージ開始時のデモは存在しない。場所は大西洋上空15,000m。アウターリミッツから射出された最終兵器を追撃する中、禍々しい変形機構を備えた赤い亜也虎が立ち塞がる。
攻撃目標：高々度亜音速戦斗機「F・ブラッカー」（F.BLACKR）
- DATA：全長不明　重量不明　乗員1名

MISSION 1の時点から登場する、謎の黒い中型可変翼戦闘機。前述の通り、パイロットは1Pキャラクターの兄が務めている。
双発三胴のプロペラ機であるが、本来は全翼機として設計されていた。大出力過給機によって高度15,000mでの活動が可能である。
プレイヤー機に対して毎回異なる武器で度々襲い掛かり、一定のダメージを受けることで退散していくが、本ステージの終盤ではジェットエンジン6基を搭載した巨大全翼機型の支援ユニット「ブラックノイズ」（BLACK NOISE）と合体し、猛攻撃を仕掛けてくる。支援ユニットの両翼を破壊すると、F・ブラッカーは合体した中央部分のみを残して支援ユニットを切り離し、超高空に上昇しながら最後の攻撃を開始してくる。特徴的な武装として、吸引力を持つ竜巻状のレーザー「メールシュトロームレーザー」を搭載している。

## スタッフ
- ゲームデザイナー：I.SATSUMA（池田陽一郎）、TOMONORI・NONAKA、S.OBATA (MANHATTAN)（尾畑心一朗）
- プログラムデザイナー：T.UENO（上野智弘）、BATAYON、HDO（迫英男）、Dress（木本龍己）、ITTETSU、YOU!（山村勇一）、HITS
- スクロールデザイナー：TAKA、FUKUMOYAN（福本容子）、ZIGGY（さかもとようこ）、IMAHORI（今堀弘之）、杉山洋、KAZU（寺本和美）、鈴木吾郎、SAWATCH
- オブジェクトデザイナー：Y.MARUNO（丸野豊）、MISUPORUMU、YOSHINO・HIROAKI、MIMURA KENJI 8、N.FUKUDA（福田直樹）、YUKI、HENOHENO、BOW、T.OSUMI（大住智彦）、GZ、K・TOKUNAGA、YOU・TEN・NAKANO（中野雄天）、TAKEP、EIZI・MURABAYASHI、KOGAMAN
- ミュージックコンポーザー：SYUN "KOBEKKO" Nishigaki（西垣俊）、ZUZUKI Tatsuro（鈴木達郎）
- サウンドデザイナー：Hiroaki "Mach-2" Kondo（近藤広明）
- オールサウンドプロデュース：Arcade Sound Team
- スペシャルサンクス：船水紀孝 (POO)、MUCCHI（村田治生）、S.YASUKI、NEZUMI（酒井奨）、DAI_Chan（中江竜也）、SAKOMIZU、Hirao、Kubozono、Alison、Rita